# Stenopetalum robustum
Stenopetalum robustum là một loài thực vật có hoa trong họ Cải. Loài này được Endl. miêu tả khoa học đầu tiên.